# Sarah Jones (actrice)
Pour les articles homonymes, voir Sarah Jones et Jones.
Sarah Jones, née le 17 juillet 1983 en Floride, est une actrice américaine.

## Carrière
Elle enchaine les petits rôles comme dans Ugly Betty, Big Love ou encore Sons of Anarchy, mais c'est en 2011 qu'elle décroche son plus grand rôle, celui de l'agent Rebecca Madsen dans l'œuvre de J. J. Abrams Alcatraz, et joue donc aux côtés de Sam Neill et Jorge Garcia. Après l’arrêt de la série, elle rejoint le casting de Vegas, une série policière sur le Las Vegas des années 1960 en tant que personnage régulier.

## Vie privée
Elle sort diplômée de la Winter Springs High School en 2001. Elle a partagé la vie de l'acteur Theo Rossi de 2010 à 2013.[réf. nécessaire]

## Prix et nominations
En 2007, elle remporte le prix Spirit of the Independent lors d'un festival pour le film Still Green.[réf. nécessaire]

## Filmographie
- 2004 : NIH : Alertes médicales : Belinda
- 2005 : Cold Case : Affaires classées : Ellie McCormick
- 2005 : Juding Amy : Nathalie Johnson
- 2006 : Sixty Minute Man : Cami
- 2006 : Huff : Leah
- 2006 : Ugly Betty : Natalie Whytman
- 2006-2007 : Big Love : Brynn
- 2007 : Murder 101: College Can Be Murder : Danya Rosovitch
- 2007 : The Wedding Bells : Sammy Bell
- 2007 : Cain and Abel : Jennifer Proctor
- 2007 : The Blue Hour : Ethel jeune
- 2007 : Still Green : Kerri
- 2008 : The Riches : Rosaleen
- 2008 : Dead*Line : Wendi
- 2009 : Love Takes Wing (Le cœur à l'épreuve) : Belinda Simpson
- 2009 : Love Finds a Home (Les chemins de l'espérance) : Belinda Owens
- 2009-2010 : Red & Blue Marbles : Kim
- 2009 : Making Still Green : Elle-même
- 2009 : Sons of Anarchy : Polly Zobelle
- 2010 : Dr House : Shannon (Saison 06 Épisode 18)
- 2010 : Lone star : Gretchen
- 2011 : 2ND Take : Charlie
- 2011 : Justified : Jamie Berglund
- 2012 : Alcatraz : Rebecca Madsen
- 2012 : Vegas : Mia Rizzo
- 2014 : Un berceau sans bébé : Dana
- 2016 : The Path : Alison
- 2017-2018 : Damnation : Amelia Davenport
- 2019-2021 : For All Mankind : Tracy « Trace » Stevens